# Serrànids

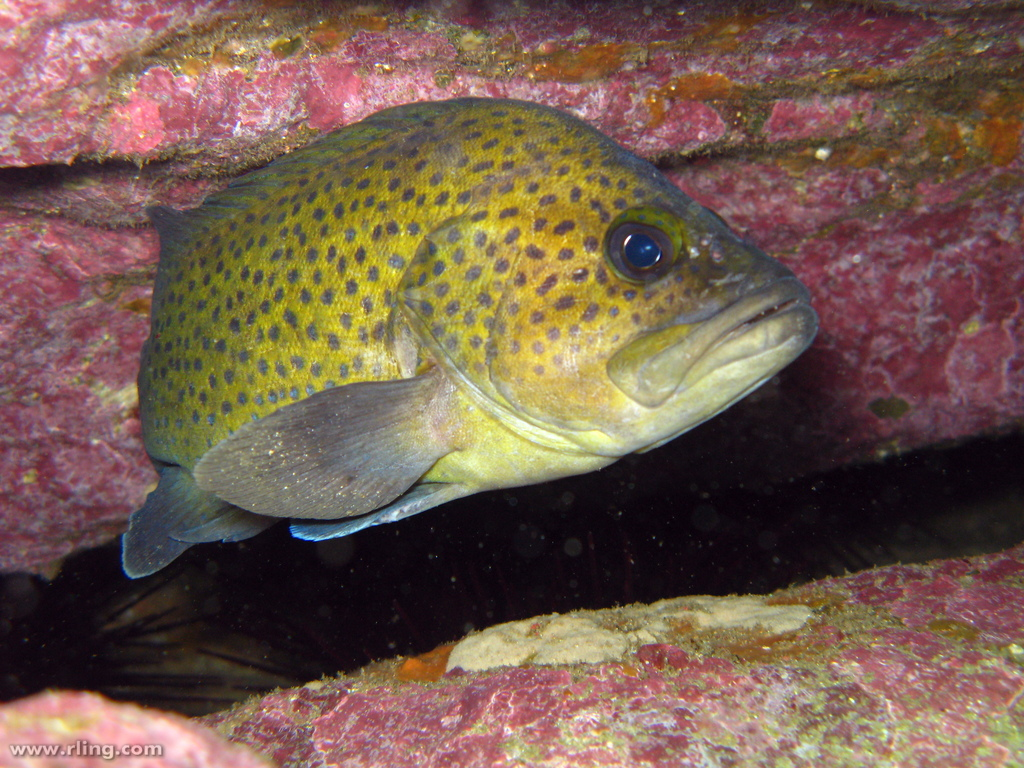
Acanthistius ocellatus de la costa de Nova Gal·les del Sud.

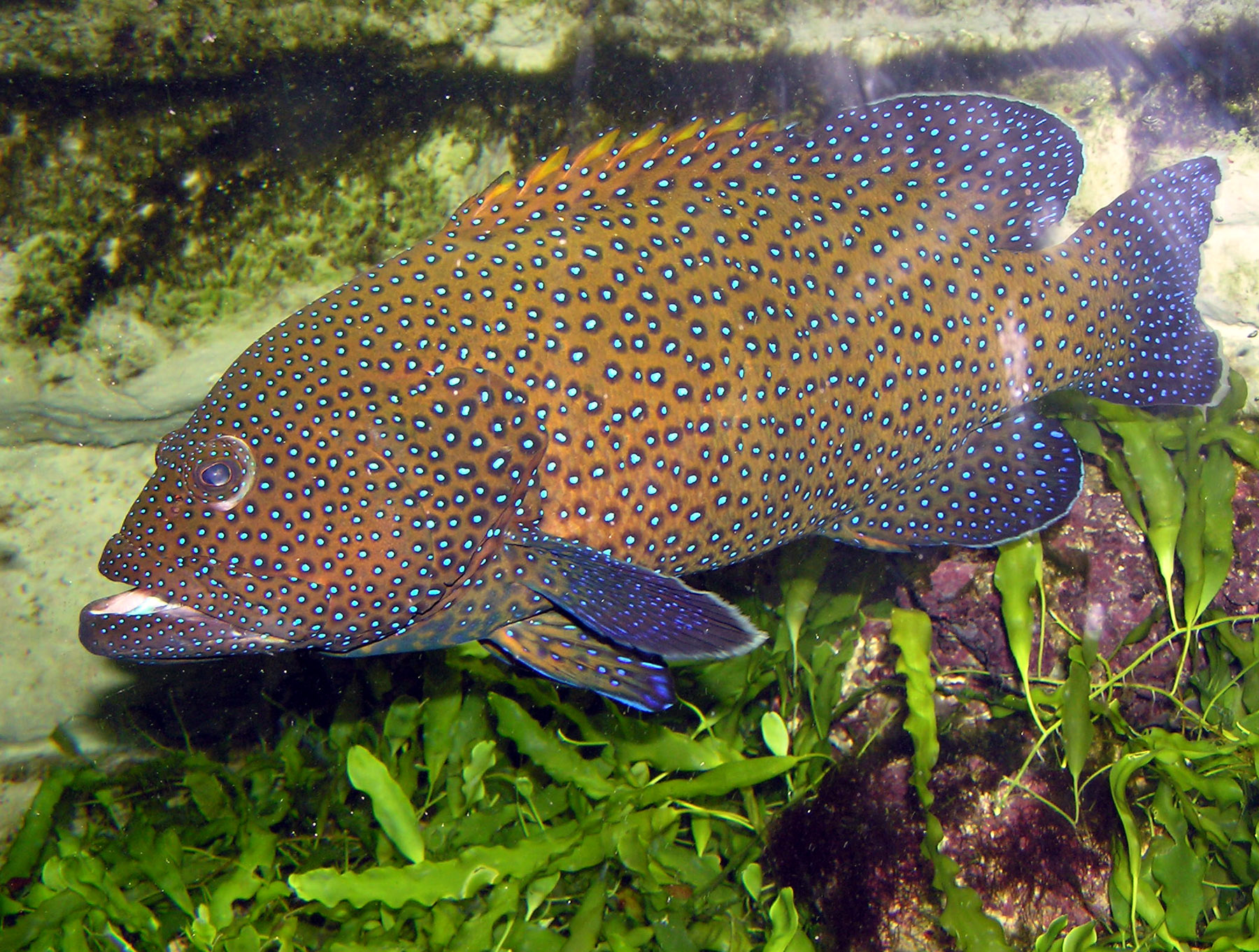
Cephalopholis argus.

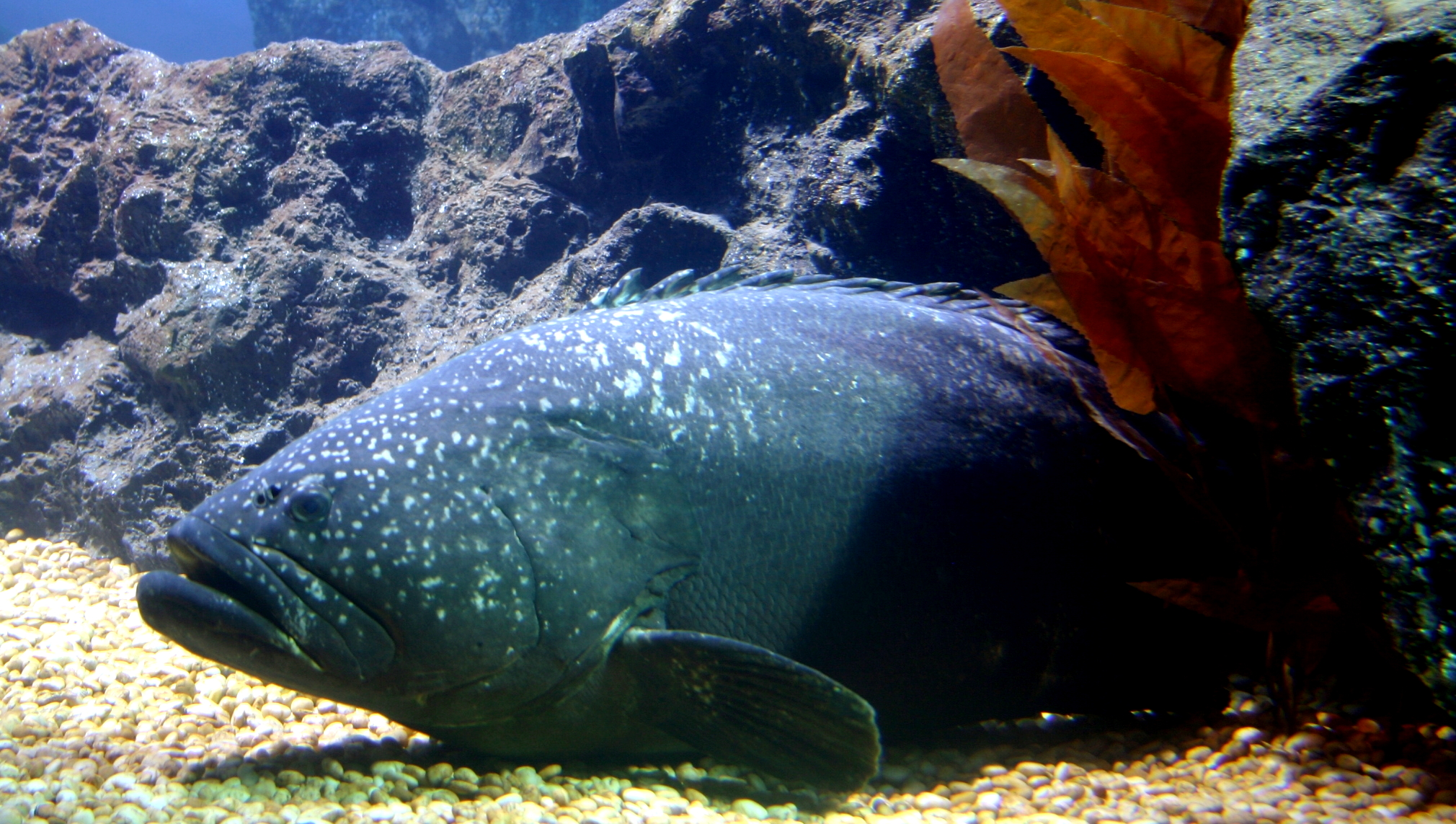
Epinephelus lanceolatus.

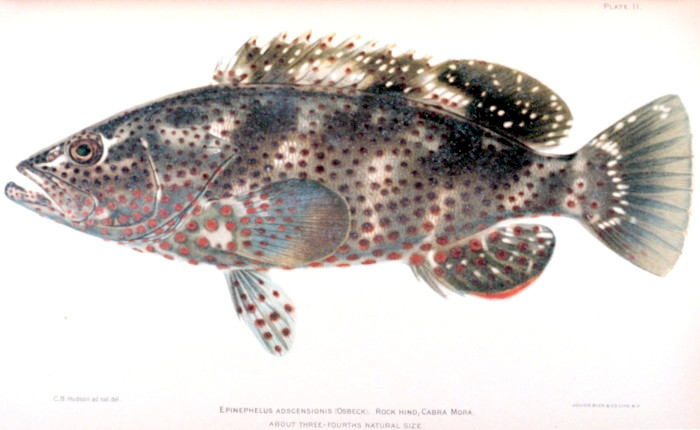
Epinephelus adscensionis

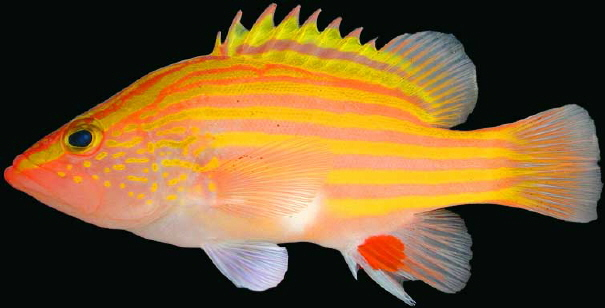
Gonioplectrus hispanus.

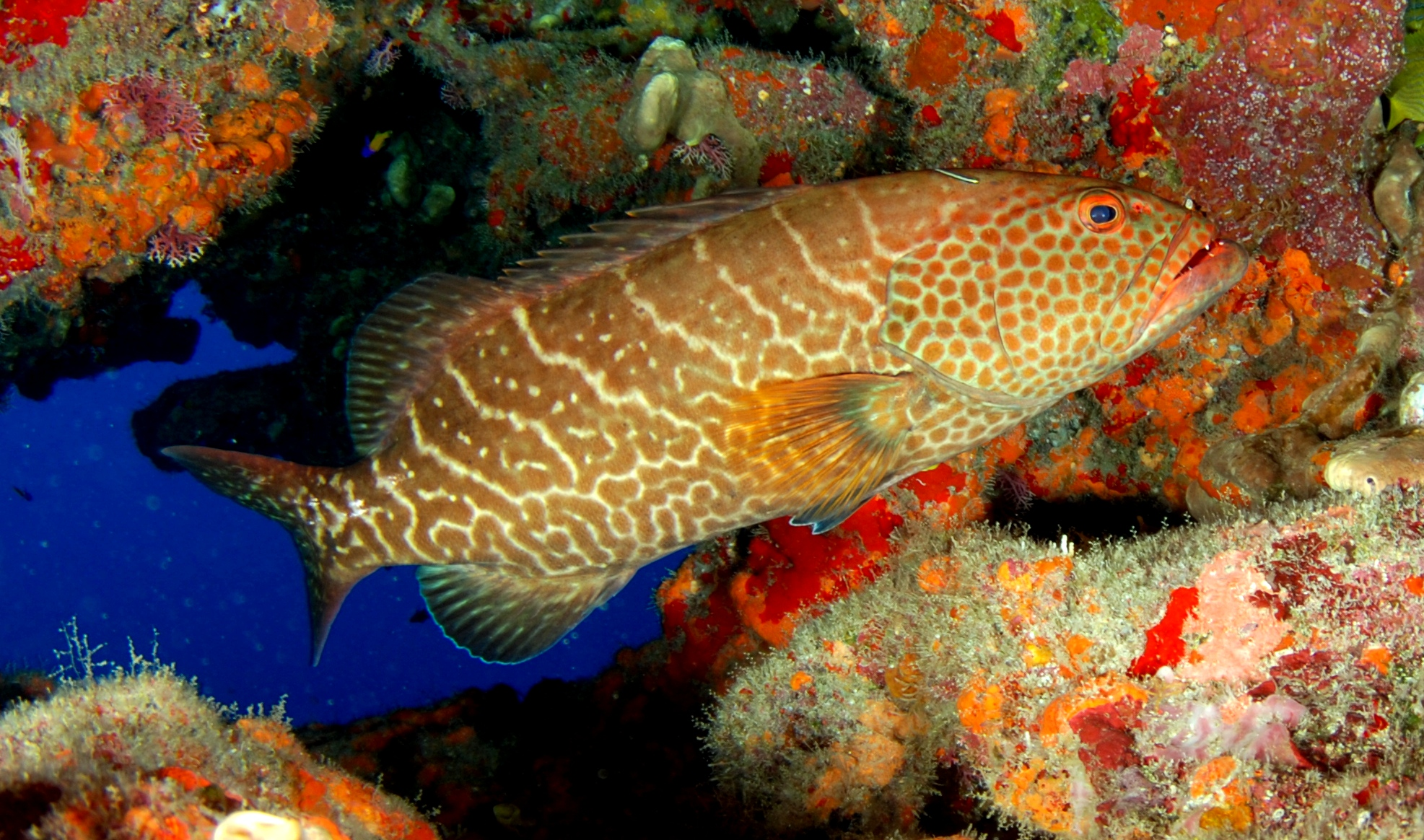
Mycteroperca tigris.

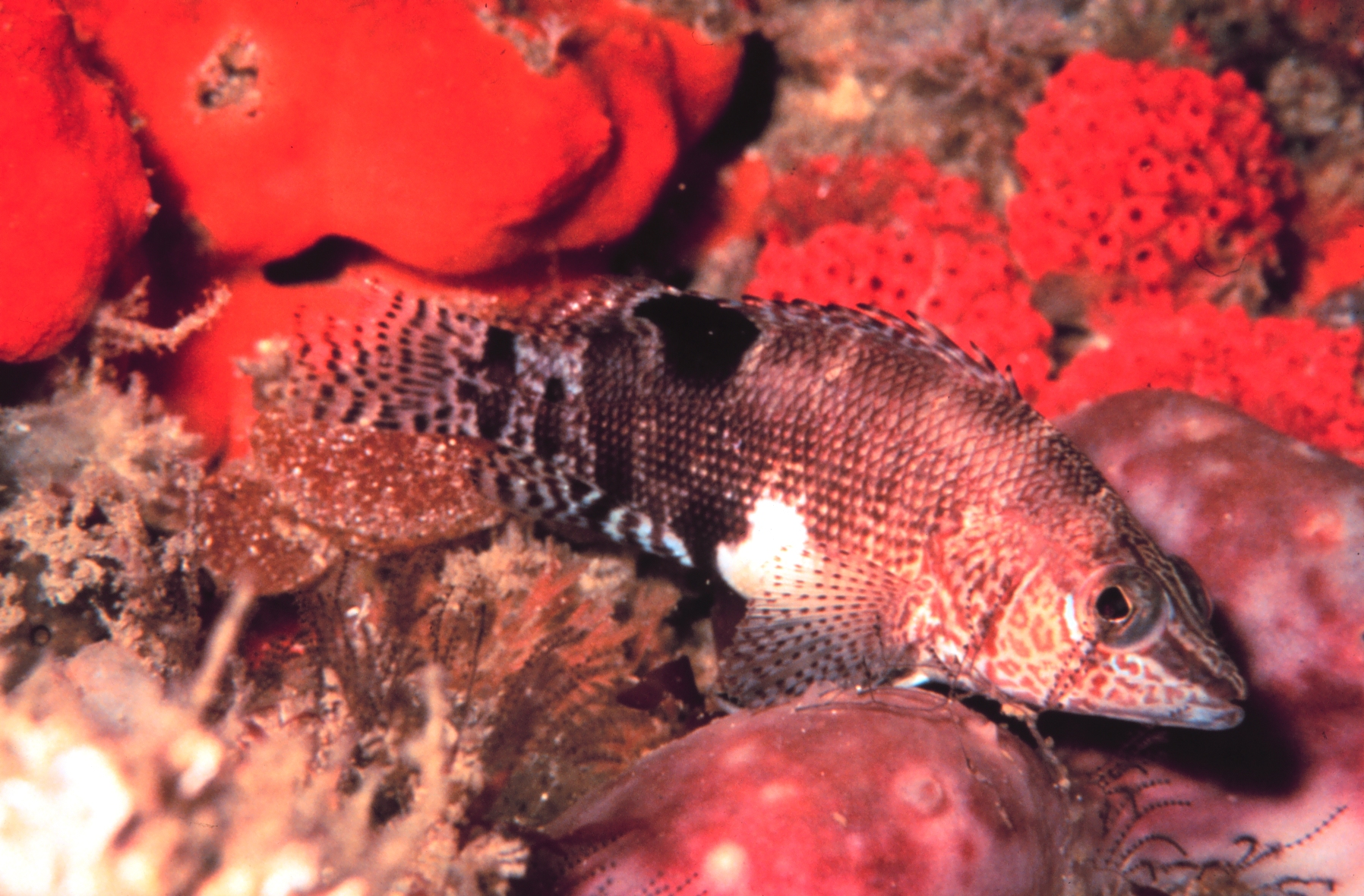
Serranus subligarius.

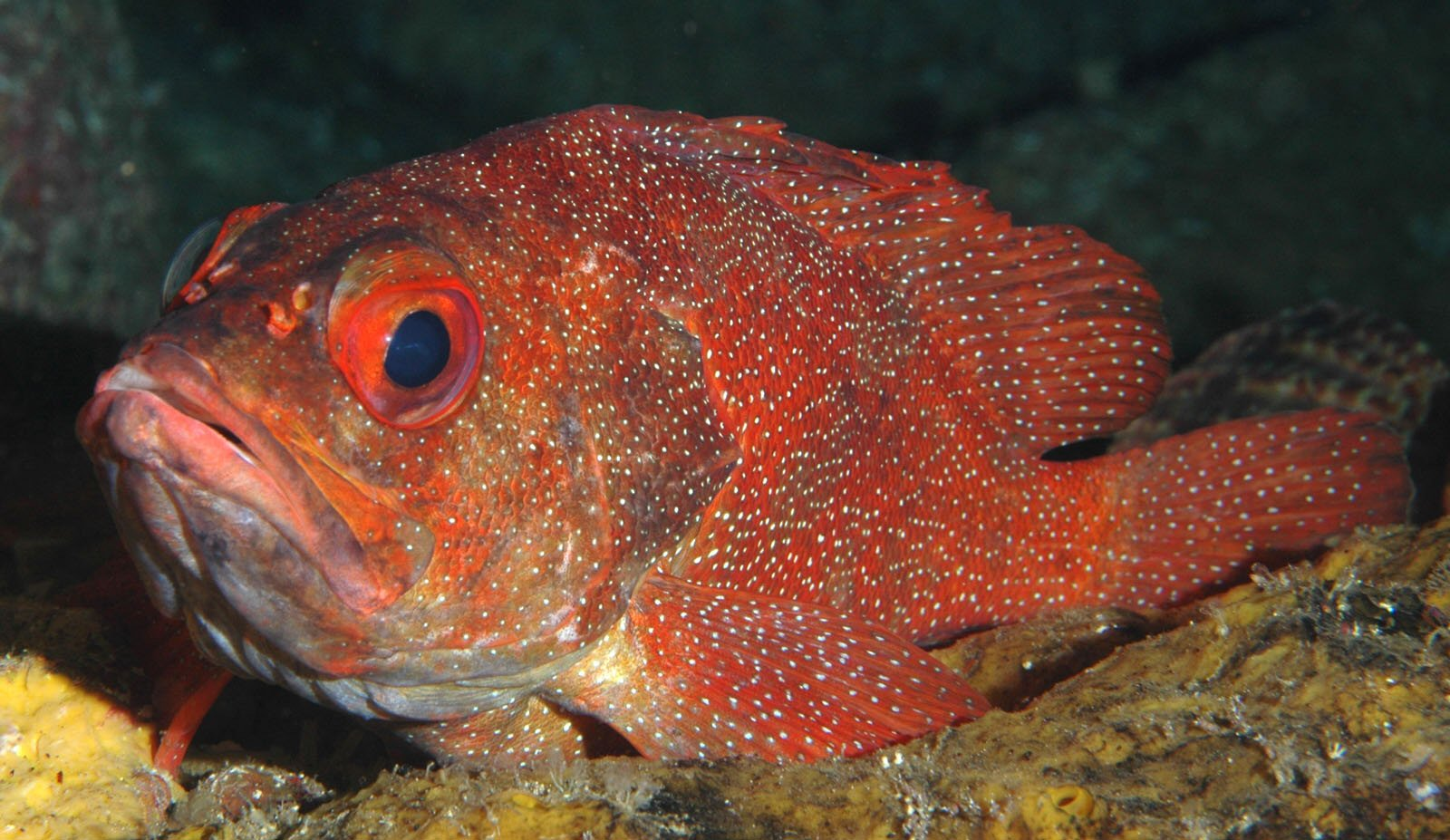
Trachypoma macaranthus.

La família dels serrànids (Serranidae) es troba constituïda per peixos costaners agrupats en 555 espècies distribuïdes en 60 gèneres. La vaca serrana (Serranus scriba), el serrà (Serranus cabrilla), l'anfós (Epinephelus guaza) i el dot (Polyprion americanus) en són representants a les costes dels Països Catalans.

## Morfologia
- Cos robust i un poc comprimit.
- Cap ben desenvolupat recobert d'escates petites i adherents.
- La boca és bastant ampla amb nombroses i petites dents.
- La mandíbula és prominent.
- Les aletes tenen radis durs.
- L'aleta anal és curta i amb tres radis espinosos.
- La caudal és multiforme.
- Tenen el preopercle dentat d'una forma característica.
- L'opercle té entre una i tres espines.[3]

## Reproducció
Ponen ous flotants i moltes espècies són hermafrodites.

## Alimentació
Són carnívors voraços i grans depredadors.

## Costums
Quan assoleixen una bona mida viuen solitaris i delimiten un terreny de caça.

## Hàbitat
Majoritàriament són tropicals (però també abunden a mars de clima temperat), sobre fons rocallosos, formant moles importants, però també n'hi ha certes espècies d'aigües salabroses i dolces.

## Taxonomia
- Subfamília Anthiinae
  - Anatolanthias
  - Anthias
  - Caesioperca
  - Caprodon
  - Dactylanthias
  - Giganthias
  - Hemanthias
  - Holanthias
  - Hypoplectrodes
  - Lepidoperca
  - Luzonichthys
  - Nemanthias
  - Odontanthias
  - Othos
  - Planctanthias
  - Plectranthias
  - Pronotogrammus
  - Pseudanthias
  - Rabaulichthys
  - Sacura
  - Selenanthias
  - Serranocirrhitus
  - Tosana
  - Tosanoides
  - Trachypoma
- Subfamília Epinephelinae
  - Aethaloperca
  - Alphestes
  - Anyperodon
  - Aulacocephalus
  - Cephalopholis
  - Cromileptes
  - Dermatolepis
  - Epinephelides
  - Epinephelus
  - Gonioplectrus
  - Gracila
  - Grammistops
  - Mycteroperca
  - Niphon
  - Paranthias
  - Plectropomus
  - Pogonoperca
  - Saloptia
  - Triso
  - Variola
- Subfamília Grammistinae
  - Belonoperca
  - Rypticus
  - Diploprion
  - Aporops
  - Pseudogramma
  - Suttonia
  - Grammistes
- Subfamília Liopropomatinae
  - Bathyanthias
  - Jeboehlkia
  - Liopropoma
  - Rainfordia
- Subfamília Serraninae
  - Acanthistius
  - Bullisichthys
  - Centropristis
  - Chelidoperca
  - Cratinus
  - Diplectrum
  - Hypoplectrus
  - Paralabrax
  - Parasphyraenops
  - Schultzea
  - Serraniculus
  - Serranus
- Incertae sedis
  - Caesioscorpis
  - Hemilutjanus[4]